# Тиш і блаж
«Тиш і блаж» (фр. Calmos) — французький фільм режисера Бертрана Бліє, випущений в 1976 році.

## Сюжет
Втомлені й виснажені жінками, два герої (Жан-П'єр Мар'єль і Жан Рошфор)
залишають все і їдуть в Богом забуте село щоби жити в простоті і відновити здоров'я. На місці чоловіки знайомляться з оригінальним і компанійським священиком (Бернаром Бліє), останній нагадує їм важливість для людини нехитрих благ, в тому числі славної їжі.
Персонажі живуть спокійним чоловічим життям, насолоджуючись байдикуванням та спартанським побутом. Проте жінки полюють за втікачами з метою примусити їх повернутись до виконання чоловічих обов'язків.

## Розвиток подій
Коли жінки віднаходять чоловіків, їх зустрічає священик та досягає компромісу обіцяючи приїзд чоловіків додому на вихідні.
Повернувшись проти волі у свої помешкання, персонажі миттєво втікають знову, цього разу далеко і надовго.
По дорозі до них приєднуються інші чоловіки й хлопці і колектив швидко перетворюється у величезну групу мужчин, котрі втікають від феміністичного руху, що поширювався у французькому суспільстві періоду сімдесятих років 20-го століття.

## Стилістична оцінка
Стрічка є поєднанням яскравої комічної сатири та фантастики, зведених до крайнього гротеску з яким не можуть змагатись навіть фільми Данелії («Кін-дза-дза!»), Кустуріци чи Тарантіно.
Фільм включає сцени вульгарно-еротичного характеру та має анти-феміністичне забарвлення.

## В ролях
- Жан-П'єр Мар'єль: Поль Дюфур
- Жан Рошфор: Альбер
- Бернар Бліє: священик Еміль
- Клод П'єплю: перехожий і партизан
- Жерар Жуньо: персонаж-мерзляк
- Бріжіт Фосе: Сюзан Дюфур
- Сільвія Жолі: головний лікар
- Домінік Ланаван: близорука жінка
- Клодін Бекарі: гола пацієнтка в кабінеті лікаря

## Переклади
Фільм існує у російському перекладі за назвою «Покой».